# Padru
Padru (sardisk: Pàdru, Pàtru) er en by og en kommune (comune) i provinsen Sassari i regionen Sardinien i Italien. Byen ligger i 160 meters højde og har 2.121 indbyggere (2016). Kommunen har et areal på 158,00 km² og grænser til kommunerne Alà dei Sardi, Bitti, Lodè, Loiri Porto San Paolo, Olbia, San Teodoro og Torpè.